# Alianța de Centru-Dreapta
Alianța de Centru-Dreapta a fost o alianță politică din România între Partidul Național Liberal (PNL) și Partidul Conservator (PC) formată pe 9 ianuarie 2011. 
Protocolul de formare a Alianței de Centru Dreapta (ACD) a fost semnat de către președintele PNL, Crin Antonescu, și președintele PC, Daniel Constantin. Scopul declarat al celor două partide era ca împreună cu Partidul Social Democrat șă câștige alegerile parlamentare și prezidențiale din 2012, respectiv 2014. 
Ulterior, pe 5 februarie 2011, între liderii partidelor componente ale Alianței de Centru Dreapta (Crin Antonescu, Daniel Constantin) și liderul Partidului Social Democrat, Victor Ponta, s-a semnat Protocolul de formare a Uniunii Social Liberale (USL), o alianță de tip electoral și politic între partide de stînga și de dreapta.  
În ianuarie 2014, fără a fi fost semnat vreun document formal care să marcheze sfârșitul ACD, Crin Antonescu a anunțat că Alianța de Centru Dreapta este o ficțiune. 
În februarie 2014, președintele PNL Crin Antonescu a anunțat ieșirea PNL de la guvernarea de coaliție USL, deci încetarea de facto a existenței USL și ACD. 